# Relations entre le Royaume-Uni et l'Union européenne
Les relations entre le Royaume-Uni et l'Union européenne sont, depuis le 1er février 2020, des relations horizontales entre un État souverain et une organisation supranationale dont il était auparavant membre. Ces relations reposent, durant les onze premiers mois suivant le retrait officiel de l'Union européenne, sur l'accord de retrait du Royaume-Uni de l'Union européenne, qui définit une période de transition expirant le 31 décembre 2020. À partir du 1er janvier 2021, les relations commerciales sont définies par un accord de libre-échange appelé « accord de commerce et de coopération ».

## Histoire

### Période de transition à la suite du retrait de l'UE (2020)
Au lendemain de l'entrée en vigueur de l'accord de retrait du Royaume-Uni de l'Union européenne au 31 janvier, le Royaume-Uni devient un pays tiers vis-à-vis de l'UE. Une période de transition débute, pendant laquelle le Royaume-Uni continue d'appliquer le droit européen, de contribuer au budget communautaire, d'être membre du marché intérieur et de bénéficier des mêmes avantages que les autres États membres ; cependant, il n'est plus représenté au sein des institutions européennes et n'a plus la possibilité de donner son avis. La période de transition peut être prolongée une fois d'une période maximale d'un ou deux ans, si les deux parties en conviennent avant le 1er juillet 2020.
Durant cette période, les institutions européennes reconduisent le mandat de Michel Barnier et de son équipe (qui étaient chargés précédemment d'organiser les négociations relatives à la sortie du Royaume-Uni de l'UE pour le compte de la Commission européenne) afin de mener les différentes sessions de négociations sur l'avenir des relations des deux entités. Celles-ci ont été définies dans les grandes lignes dans la déclaration politique adoptée par les deux parties en octobre 2019 et doivent faire l'objet d'adaptations et d'accords les différents chapitres évoqués (commerce, finance, pêche, transports, sécurité, droits des citoyens, etc.).

## Relations à partir de janvier 2021
À partir du 1er janvier 2021, les relations économiques sont définies par un accord de libre-échange appelé « accord de commerce et de coopération » qui voit le Royaume-Uni quitter l'Espace économique européen, le marché intérieur et l'union douanière de l'Union européenne.
Sur le premier semestre 2021, le Royaume-Uni est le troisième partenaire commercial de l'Union européenne mais les importations de l'UE venues du Royaume-Uni ont chuté de 18,2 % alors que les exportations vers ont en revanche progressé de plus de 5 % par rapport au premier semestre 2020.